# Agathosma longicornu
Agathosma longicornu är en vinruteväxtart som beskrevs av Neville Stuart Pillans. Agathosma longicornu ingår i släktet Agathosma och familjen vinruteväxter. Inga underarter finns listade i Catalogue of Life.